# Дракон Раджа
«Дракон Раджа» (кор. 드래곤 라자; абревіатура 드라) — це перша частина із серії фентезійних романів написаних Лі Йондо. Книги з неї є хроніками про пригоди сімнадцятиріного хлопця Хучхі Недбаля, його наставника Карла Хелтхонтха та його друга Сенсин Пхошібаля, які є з бідного містечка Феод Хелтхонтха, що в королівстві Пайсос.  Основна історія розповідається від лиця Хучхі. Вона полягає у тому, що є три завдання, щоб врятування його народ від чорного дракона Амуртхатх: знайти гроші для оплати викупу; потім знайти та захистити втрачену дівчину «Дракон Раджа», яка може стати мостом між людьми і драконами та зупинити малинового дракона, що тероризував континент 20 років тому.
3 жовтня 1997 року Лі виклав свій перший розділ книги «Дракон Раджа» на форумі для серіалів. Протягом 6 місяців після цього він написав близько 1715 сторінок, а сама історія отримала неймовірну популярність на форумі. Golden Bough, що є імпринтом компанії Minumsa Publishing Group, купила права на книгу і надрукувала її в 12 томах.
До 1998 року фентезійний жанр в Кореї, особливо його середньовічна форма, був не популярний серед населення та не сприймався пресою та літературним світом. Але «Дракон Раджа» отримав шалений успіх та став самою продаваною фентезійною книгою в Кореї. Станом на 2011 рік книга «Дракон Раджа» продалася тиражем близько 2 мільйонів копій на 4 мовах.
Успіх «Дракон Раджа» спонукав до двох великих феноменів в індустрії корейської публікації. По-перше, письменники та видавці звернули увагу на фентезійну літературу, як на «нову золоту жилу» і це відкрило новий період для фентезі на корейського ринку. Спекулятивна фантастика також отримала більше підтримки у літературному світі і більше письменників «серйозної літератури» почали використовувати фентезі та наукової фантастики у своїх працях. По-друге, швидкими темпами почала зростати кількість надрукованих книги, що писалися на онлайнових форумах. В основному, вони належали до «жанрова література», цей термін в Кореї використовується для жанрів романів, включаючи романтичний роман, фентезі, уся, наукову фантастику та містичний роман. Також, коли книги отримує друкований варіант, то її перетворення в інші форми мистецтва займає менше час ніж для тих, що залишилися у вигляді Інтернет літератури. У випадку книги «Дракон Раджа», то за її сюжетом створили ігри, радіо драму та тексти у підручниках.

## Сюжет

### Подорож до столиці
Містечко Феод Хелтхонтх уже давно страждає від атак чорного дракона Амуртхатха і король відправляє білого дракона Кхатсельпрайм та його раджу, молодого сина з династії Хальшютаїля, щоб підкорити чорного дракона. Сліпий чаклун Тхайбон прибуває у Хелтхонтх і допомагає вартовим містечка під час битви з Амуртхатхом. Хучхі також приєднується допомагати Тхайбону і чарівник як подяку дає йому Рукавиці Сили Огра або OPG (англ. Ogre Power Gauntlets), які придають м'язову силу тим, хто їх носить. Однак приходять новини про те, що дракон Кстсельпрайм програв Амутхатху та й помер, а залишки солдатів разом із батьком Хучхі взяті в полон чорним драконом. Щоб звільнити цих в'язнів, потрібно заплатити величезну суму викупу. Тому Хучхі, Карл і Сенсин відправляються у подорож до столиці країни Імпхель, щоб повідомити новини про результат битви королю та отримати кошти для викупу.
Вони атакують групу орків-бандитів, що вбивають мандрівника і потім орки розпочинають погоню за ними, щоб помститися. Але Хучхі перемагає їх завдяки використанню своїх OPG. Повторні битви з орками призводять до зустрічі Хучхі з Ірурілю Сереніолю, вродливою ельфою й Ексельхендом Аїндельфом, старим великодушним  ґномом, вони стають його друзями. Хучхі і його команда відвідує місто Ленус і вирішує справи з ареною міста. Після цього, вони відвідують наступне місто Феод Карлаїль, де команда зіштовхується з дивним патологічним феноменом по всьому місту. Там команда зустрічає Еделліну, трольську жрицю і від неї дізнаються, що цей феномем викликаний прокляттям Священна Земля, що поєднує магічні та божественні сили. Також вона розповідає, що за цим стоять агенти з Чаїпхону, які проводять воєнний експеримент для нинішньої війни між Пайсосом і Чаїпхоном. Потім команда Хучхі ловить одного з цих агентів, Унчхая, як свідка для доповіді про прокляття для короля.
Коли вони досягли Коричневих Гір, що на заході від столиці, то зустріли Нерію, червоноволосу «дрімлюгу» або крадійку, що належить до гільдії крадіїв та Кільсіона, воїна на бику з мечем, що тарахкотів. Він представився як принц Кільсіон Пайсоський, старший брат короля та екс-спадкоємець.

### Дракон Крадмесо та загублена дівчина
Відірвавшись від оркової погоні, команда Хучхі нарешті дісталася до столиці. Зустрівши короля, вони повідомили про програш дракона Кастельпрайма та про Чаїпхонську операцію. Король вирішив допомогти оплатити викуп. Група була рада цьому, однак скоро вони дізналися, що в столиці залишилося мало коштовностей для його оплати. А в коштовних шахтах Коричневих Гір спостерігаються знаки скоро пробудження дракона, що тероризував континент 20 років тому — Крадмесо, Розпечений Спис.
Династія Хальшютаїля, в яких тече кров драконівських радж, мала втрачену дочку. Хучхі та його група вірили, що вона є драконівською раджею. Єдине, що вони знали про неї, це її вік та колір її волосся — червоний.
Коли команда готувалася до мандрівки, щоб знайти дівчину, то молодий дворянин Нексин Хюрічхель  бере у полон Нерію та вимагає від них викрасти книгу з державними секретами з особняку сім'ї Хальшютаїля. Команда Хучхі працює разом, щоб урятувати і Нерію і книгу із секретами від рук Нексина. Засуджений у зраді, Нексин атакує групу разом із вампірською чаклункою Шіоне. Проте Іруріль повернулася якраз вчасно і врятувала команду від вампірської загрози.
Іруріль мало інформацію про те, що дівчина в Герцогстві Ілс  може бути втраченою дочкою з династії Хальшютаїля. Група направилася до Ілси разом з Унчхайом. Карл та Унчхай пішли до столиці Герцогства, щоб повідомити Великому Князю Ілси про плани Чаїпхону й отримати підтримку Ілси у війні. А тим часом, Хучхі, Сенсин, Нерія й Іруріл попрямували до гробниці Тхепхері, що належить галфінгам; щоб найняти Череїнтха Чхімбо, молодого жреця. Він може відповісти на будь-які запитання з відповіддю так або ні. Після цього, вони направилися до порту Дель Хапха, де група знайшли Рені. Вона виявилася драконом раджею, яку вони шукали
На наступний день, порт Дель Хапа і декілька міст Ісли були перетворення у Священні Землі руками Шіоне та Нексина. Під час цього спустошення та хаосу, вони викрадають Рені.

### У Вічний ліс
Команда Хучхі відправляється у погоню за Нексином та його підлеглим у таємничий Вічний ліс. Куди будь-хто ввійде за певних умов, буде розділений на окремі особистості з однаковим виглядом, але з розділеними спогадами. Мудрість Іруріль рятує групу, проте Нексина та більшість його підлеглих охоплює паніка і вони вбивають один одного, включаючи три особистості Нексина. Нексин бере Рені і підлеглих, що вижили до Великого Лабіринту Лорда Драконів. Команда Хучхі слідує за ними крізь небезпеки, що там очікують їх, та й зустрічаються з Лордом Драконів. Він запропонував їм ввійти до його багатств, якими можна оплатити викуп та й навіть більше. Після того, як група покинула лабіринт, вони влаштовують засідку Нексину, щоб урятувати Рені, а опісля команда поспішає до Пайсосу.

### Прикриття маркіза Хальшютаїля
У Червоних горах, вони зустрілися із синім драконом Чіколлейдом, який воював у війні за Пайсос з іншим раджою з династії Хальшютаїля. Раджа звільнив дракона не тільки через договір з ним, а й через серйозні військові наслідки на полі бою з Чаїпхоном. Команда Хучхі зупинилася у місті Кхан Адіум, що знаходиться посередині дикої рівнини. Там вони зійшлися у битві з великою армією орків і перемогли їх.
Група прибула до столиці і дізналися, що маркіз Хальшютаїль розробив план, що утримуючи раджу, він би договорився із Крадмесо та й використавши його легендарну силу, він би отримав контроль над Пайсосом. Команда Хучхі поспішила доправити Рені до Коричневих гір, де було лігво Крадмесо. У горах, вони пройшли крізь озеро Лебнеїн, де живе королева фей Тареніан. Вона була коханкою архімага Хендрейка 300 років назад.

### Крадмесо прокидається
Крадмесо прокинувся востаннє. Хальшютаїль, Нексин і команда Хучхі билися та намагались обігнати один одного, щоб дістатися до дракона першими. Однак Крадмесо викрив, що він немає планів ні до знищення Пайсосу і континенту, ні до прийняття іншого договору з драконівською раджею. Нексин, що мав подарунок від свого батька, минулого раджі Крадмесо; почав домовлятися з драконом, щоб він примусово погодився з угодою про драконівську раджа. Коли договір уклався, вампірка Шіоне викрила свої справжні наміри.

## Головні персонажі

### Люди з Хельтхонтха

#### Хучхі Недбаль
Хучхі Недбаль — це головний герой та оповідач у книзі «Дракон Раджа». Книга охоплює три місяці 17-ти річної чарівної осінні. Одна осінь у житті — це період, коли дивовижні речі можуть бути зроблені тим, хто це розуміє; від часу, коли листки покривають землю до часу, коли випаде перша сніжинка.
Дракон Амуртхатх призвів до смерті мати Хучхі. Тому батько хлопця приєднався до експедиції, щоб перемогти дракона та побачити його смерть. Через це, коли армія програла і дракон взяв у полон солдат, то Хучхі погодився приєднатися до Карла і Сенсина, що збиралися у похід для збору достатньої суму грошей для викупу, завдяки якому можна звільнити солдат та його батька. Мала кількість практичних навичок Хучхі у боях на мечах надолужувалося тим, що він мав надлюдську м'язову силу завдяки Рукавицям Сили Огра. Хлопець їх отримав від чарівника Тхайбона. Також Хучхі став одним із найакробатичних бійців в історії.

##### Характеристика
Загартований ненадійним життям у Феод Хельтхонтхі, Хучхі мав міцні нерви до кровопролиття та безстрашне почуття гумору. Його швидка дотепність та розумна голова вирішували багато проблем. Його розповіді часто чергуються між філософськими думками та смішними моментами. Також Хучхі формально був не навчений, тому Карл взяв його під своє виховання. Хлопець є одним із найбільш промовистих персонажів в книзі. Він також дуже захоплюється співами та й співає декілька балад і саг під час подорожі.

##### Сім'я
Хучхі — це єдине дитя у виробника свічок з Феод Хультхонтха і його майбутнє зайняти місце батька. Батько самостійно опікував хлопчика після того, як мати була вбита атакою монстрів на містечко. Більшість монстрів, що вешталися навколо містечка страждають від Амуртхатха. Хучхі і його батько, як і більшість жителів містечка, бачать Амуртхатха як смертельного ворога.

#### Карл Хельтхонтх
Карл Хельтхонтх — це один із головних героїв у книзі разом із Хучхі та Сенсином. Карл — це молодший зведений брат віконта Хельтхонтха. Тому, коли віконт і його армія була ув'язнена Амуртхатхом, то Карл взяв на себе відповідальність за повідомлення новин до короля та знаходження грошової допомоги, щоб звільнити в'язнів. Він є одним із найрозумніших людей у романі, Карл часто веде групу та всі її члени довіряють його рішенням і мудрості.

##### Характеристика
Карл на вигляд звичайний чоловік у своєму середньому віці та зі звичайним коричневим волоссям. Він живе спокійним життям на околиці Феод Хельтхонтха у лісі віконта. Карл мав багато знань з історії, медицини, права, економіки, політики, геології, екології, психології, мовознавства, філософії та навичок характерного актора і кінної стрільбі з довгого луку. Також його улюбленими заняттями є виготовлення сидру і бібліографія. Він також взяв на себе роль тьютора Хучхі і результатом його праці є майстерність Хучхі у розповіданні історій. Карл завжди поводився добре і ввічливо з людьми, намагався звертатися до них за ім'я, якщо це можливо. Коли він злився, то ставав занадто зломовним.

##### Сім'я
Карл народився через зв'язки минулого віконта і служниці його замку. Він є молодшим зведеним братом нинішнього віконта Хельтхонтха. Карл покинув Хельтхонтх ще хлопчиком та мандрував по різних місцях, а потім повернувся вже дорослим чоловіком. Він відхилив пропозицію свого зведеного брата щодо життя разом у замку як сім'ї. З того часу він жив сам у лісі. Під час періоду, коли Карл був поза Хельтхонтхом, він займався самоосвітою та пробував сили у політиці, однак був зневірений у цьому через нестабільну структуру королівства, тому Карл повернувся до рідного містечка, що відпочити.[джерело?]

#### Сенсин Пхошібаль
Сенсин Пхошібаль — це один із головних героїв у книзі разом із Хучхі та Карлом у книзі «Дракон Раджа». Сенсин є капітаном вартових Феод Хельтхонтха. Він є одним із вцілілих солдат, що повернулися до містечка. Сенсин призначили бути персональною охороною Карла поза межами Хельтхонтха.
Сенсин — це огрядний воїн, через свою фізичну силу отримував коментарі від перехожих, за це він отримав прізвисько «огр» від Хучхі. Також він є найкращим із найкращих воїнів, яка став ним через смертельні битви (їх близько тридцять п'яти або шести) проти монстрів Хельтхонтха.

##### Характеристика
Сенсин є 27 річним чоловіком і хорошим другом із Хучхі, незважаючи на різницю у 10 років. Він відверто про все говорить і мав обмежені знання, що іноді здавався тупоголовим. Проте його чесність та добродушність на вершині свого фехтування, заробили до нього повагу у інших членів.

##### Служниця млина
Сенсин таємно зустрічався зі служницею із замку, яка пообіцяла одружитися з ним, коли він повернеться зі столиці. Хучхі обмежив коло можливих служниць до трьох: Маргрет із кухні, блондинка Енн із пральної та Гледіс із скарбниці. Хучхі написав пісню про дівчину, щоб посміятися із Сенсина, і в останньому рядку пісні повинно розкритися її ім'я.

##### Сім'я
Сесин Пхошібаль — це син коваля замку, Чойса Пхошібаля, а також Сенсин знав Хучхі Недбаля, бо батько хлопця приносив свічки для замку.

### Супутники у подорожі Хучхі

#### Іруріль Сереніоль
Іруріль Сереніоль — це ельфа неземної краси, яка вперше з'являється, коли Хучхі, Карл та Сенсин відбивалися від орків. Після розмови з ними про те, чи бути друзями чи ворогами, Іруріль відчула інтелектуальну зацікавленість до цих трьох осіб і вирішила скласти їм компанію на їхньому шляху до столиці. Потроху, як їхня подорож йде до кінця, то ельфа стає більш відкритою в емоціях та будує близькі дружні відносини з Хучхі і рештою частиною групи.

##### Характеристика
Приваблива ельфа з довгим чорним волоссям і чорними очима, Іруріль завжди вдягнена у шкіряні штани, шкіряну куртку та білу блузку. Вона є відмінним борцем, який може миттєво розправлятися зі своїми ворогами за допомогою свого естока та мен-гоша. Також Іруріль є сильною чарівницею, яка вивчила більшість заклять, що відомі людям та має расову близькість з елементалами і духами. Вона є розумним створінням та має тільки теоретичні знання людської психології і звичаїв. Тому Іруріль часто робить наївні зауваження, що є веселими, якщо це не прикрі інсинуації.

##### Обов'язок Іруріль перед ельфами
Мета подорожі Іруріль — це знайти відповідь про майбутнє ельфів. Маленькі діти Юпхеніля, ельфи знайшли протиріччя у своєму існуванню як раси у повній гармонії. Вони знайшли тільки одне рішення цієї проблеми — це покинути цей світ і весь цей вимір, щоб знайти місце, де вони зможуть існувати без протиріччя. Завдання Іруріль — це знайти заклинання, яке дозволить потрапити у такий світ або знайти чарівника, який знає як створити таке закляття. Він такий єдиний у їхньому світі — архімаг Хендрейк.

#### Ексельхенд Аїндельф
Ексельхенд Аїндельф — це молоток ґномів, найвищий ранг пошани, який дається політичному лідеру ґномів. Дужий, безтурботний та чесний персонаж, він відправився у подорож, що повідомити про жахливу небезпеку, яка загрожує і людській і ґномській спільноті.

##### Характеристика
Ексельхенд є товстим чоловіком із символічною бородою для його раси, має чорні очі та смаглявий колір обличчя. Він користується величезним бойовою сокирою. Зазвичай він подорожує пішки, що є звичним для його раси. Однак після того, як ґном почав супроводжувати Хучхі, то він призвичаївся до подорожей на колесах та навіть на конях.

##### Обов'язки Молотка ґномів
Ексельхенд є політичним лідером і представником всіх ґномів, чиє головне місто розташоване в середині Коричневих гір. Шахтарі у горах почули звуки пробудження дракону  і повідомили про це. Тому Ексельхенд відправився у подорож до Імпхелі, найбільшого міста людей, щоб переглянути людські записи за дослідженням по дракону.

#### Унчхай
Унчхай — це шпигун із Чаїпхону, ворожої держави Пайсосу. Хучхі його зловив під час місії по проведенню випробувань «Священна Земля» (земля, на якій діють тільки правила), як біологічної зброї. По дорозі до столиці Унчхай під впливом Хучхі, Кільсона й інших членів вирішує змінити сторону та викрити експерименти Чаїпхону світу.

##### Характеристика
Унчхая є сильним бійцем разом чаїпхонським швидким фехтуванням, яке також навчає використанню вбивальної аури. З аурою, його шахрайством та косими очима, він викликає сильну паніку у свого суперника і тому отримав ім'я «Монстр Поглядів». Чаїпхонські звичаї забороняють чоловікам взаємодіяти з жінками окрім своїх родичів. Тому, коли жінка з їхньої групи, зазвичай Нерія, говорила до нього, то Учхай казав Хучхі, щоб він відповів за нього. Через цю трьох крокову взаємодію, у нього зародилися романтичні стосунки з Нерією.

##### Минуле Унчхая
Не багато відомо про Унчхая крім того, що він любить свою батьківщину та її звичаї. Більше про його минуле та сім'ю розкривається у книзі «Future Walker».

#### Нерія
Нерія «Тризуб» — це крадійка, однак вона воліє, щоб її кликали «нічний птах». Вона вперше з'являється, коли намагається пограбувати команду Хучхі на перехресті до моста Ірамус. Коли Сенсин легко роззброїв її; то вона обманює, даючи йому можливість проїхатися, а потім обкрадає його на шляху поїздки. Карл і група обманюють її у відповідь та вловлюють її. Однак вони дізнаються, що вона вже витратила викрадені, щоб оплатити свої внески до гільдії крадіїв містечка. Команда дозволить її піти, однак Нерія повинна зібрати та повернути гроші. Цей обмін доброзичливостями приводить її до того, щоб приєднатися до групи.

##### Характеристика
Нерія — це молода жінка з червоним волосся, а також спритний воїн. У команді вона є найбільш обачною, ніжною та терпимою лдо алкоголю. У глибині душі Нерія є запальною і романтичною, вона постійно сперечається з Унчхаєм через Хучхі, а з часом закохується в нього.

##### Минуле Нерії
Через те, що Нерія є сиротою, то вона не знає свого справжнього віку. Вона виросла вуличний хлопчисько, потім приєдналася до гільдії крадіїв. Там вона отримала ім'я «Тризуб» за вбивство хлопця, якого звали Місячний танцівник. Вона була травмована, будучи сама у темряві та під час грози, остання зблизить її й Унчхая до перший фізичний контакту та запалить маж ними кохання.

#### Кільсіон Пайсоський
Кільсіон Пайсоський — це харизматичний принц Пасосу. Він був спадкоємцем престолу, однак Палата лордів його скинула; коли він покинув палац, щоб вільно подорожувати світом. Тому його менший брат Нільшіон зайняв трон. Хучхі побачив Кільсіона як «короля», бо від нього віяло вродженою величчю та нагадувало про його королівських предків і першого короля, Лутхеріно Великий. Заповітні речі Кільсіона включають багатства королівської сім'ї, клинок Прім — зачарований меч з власним розумом, та Наїзник Гріму — чорний жеребець з білою гривою, що перетворився на бика під дією прокляття чорного мага.

#### Череїнтхо Чхімбо
Череїнтхо Чхімбо — це жрець Тхепхері, якого колеги жартома називали «тхепхерське нещастя». Його відданість Тхепхері дає йому силу робити правильний вибір на питання так чи ні. Він є безтурботним і жвавим та має трохи поваги до обов'язкових правил, які він прийняв, щоб бути священиком.

### Противник

#### Нексин Хюрічхель
Нексин Хюрічхель — це син раджи та можливо стане раджою. Він має благородне походження з великими амбіціями. Він таємно планував скинути короля Нільшіона та стати правителем Королівства Пайсос.

### Інші помітні персонажі

#### Тхайбон Шукач Високого
Тхайбон Шукач Високого — це таємничий сліпий маг, який забрів у Хельтхонтх під час битви між Кхатсельпраймом та Амуртхатхом. Він нагороджує Хучхі та дає йому Рукавиці Сили Огра за рятування його від смерті. Наприкінці роману, він розкрив себе, назвавшись Хендрейком Архімагом, героїчним чарівником, який допоміг побудувати королівство Пайсос 300 років назад. В останні хвилини свого життя він був перетворений на вампіра через Шіоне, тому дожив до цього дня під ім'я Тхайбон.

## Всесвіт «Дракон Раджа»

### Раси
У книзі «Дракон Раджа» є вісім розумних рас, що представлені вісьмома видами істот, які можуть розмовляти, думати та молитися.
- Люди — це єдина раса, що була утворена за сприянням і Юпхінеля і Хелькханеса. Люди можуть поклонятися всім богам, коли інші раси слідують тільки за божества їхньої раси.
- Ельфи — це маленькі діти Юпхінеля. Їхня основне мета — жити у повній гармонії з іншими та серед самих себе. Первісна релігія ельфів — це Кран Ельбер.
- Ґноми — відомі через свої подарунки та близькістю до металів і дорогоцінних каменів, очі ґномів бачать крізь всі марева та обмани. Вони є гордою расою та ставлять честь понад усе. Первісна релігія ґномів — Кхаріс Нумен.
- Галфінги[9] — це раса з легкими пухнастими ногами та зростом до пояса людини, вони спритна раса. Первісна релігія галфінгів — це Тхепхері.
- Орки — раса лютих воїнів, вони мають невисокі кремезні тіла у порівнянні з людьми та голову схожу на кабанячу. Їхньою соціальною нормою є виживання найбільш пристосованих осіб, а важливою діяльністю орків є битви, особливо ті, що мають на меті помсту. Орки є нічними створіннями, тому тільки чоловіки виходять зі своїх печер, коли жінки виховують дітей у найглибших частинах печери. Первісна релігія орків — це Хваренчха.
- Феї — це раса, що має маленькі тіла з крилами. Феї живуть вище межі вимірів, навіть вище виміру богів. У фей на місці божества — королева фей, що керує та представляє їх.
- Дракон — це раса сили, наявність якої набагато вище ніж в інших расах. Дракони не підкоряються нікому, навіть богам, окрім самих себе. Як кажуть, дракони є володарями магії та є першими, хто навчили інші раси її використовувати.
- Восьма, невідома раса — нічого невідомо про восьму расу, навіть чи існувала вона.

### Божества та релігії

#### Юпхеніль та Хелькханес
Всесвіт «Дракон Раджа» керується за двома засадами: гармонією (Юпхенілєм) та хаосом (Хелькханесом). Ці засади є взаємозалежними та співіснуюють у двох створеному періоду часу. Із плином часом все у світі починає свій цикл народження, смерті та переродження.
Юпхеніль часто згадується як баланс, а Хелькханес — як скупченість. Незважаючи на те, що Юпхеніль та Хелькханес є загальнішими ніж божества і всі релігії їх визнають, однак все одно поклоняються божествам. Вісім рас, окрім людей і драконів, поклоняються одному із них. Юпхеніль і Хелькханес занепокоєні долею людей, постійно в неї втручаються. вони не втручаються у долі драконів, які не покладаються на богів, окрім самих себе.

#### Нижчі Божества

##### Божества під Юпхенілєм
- Ашяс Орла та Слави — державна релігія Пайсосу.
- Кран Ельбер Ельфів та Чистоти — первісна релігія ельфів. Він є захисником цнотливих дів. Бібліотека Крана Ельбера — це місце, де зберігаються історія та знання всесвіту.
- Іса Забуття та Північного сяйва — діви Іси запитала Ісу про те, що вони хочуть керувати всіма світилами на небі, окрім сонця.
- Кхоллі Котів та Мрій — давня релігія, що була знищена армією Пайсосу.
- Ніллім Ланцюгів та Свободи — державна релігія Чаїпхону.
- Орем Троянд та Справедливості — державна релігія князівства Ілс.
- Шімуніан Землі та Зосередженості — первісна релігія людей як раси, богиню іменують «Великою матінкою землею». Кажуть, її комора є безмежною. Вона є жінкою Крім Осеніа та її сльози за його втратою підтримують вічність солі в морській воді.
- Ільсеїн Гір та Маскування — остання богиня, що залишила землю.

##### Божества під Хелькханесом
- Едельброй Космосу та Штормів.
- Хваренчха Орків та Помсти — первісна релігія орків.
- Геден Ґав та Хвороб — найбільша ґава, перший випадок хвороби; гробар, що викопує могилу.

Символ Гедена — це двоголова ґава, що прилітає на хворобу у день та ніч.
- Крім Осеніа Чайок та Дихання — первісна релігія людей як раси, бога іменують «Великим батьком океану». Перший рибалка, перший втрачений у морі, його велике тіло лежить десь на дні океану.
- Кхаріс Нумен Ґномів та Вогню — первісна релігія ґномів.
- Летхі Мечів та Руйнувань — його священики (послідовники) моляться задля відточування свого мистецтва фехтування, і вони відкидають свої імена та не носять імен (прізвиськ), що викривають їхню особу.

- Тхепхері Галфінгів та Роздоріжжя — первісна релігія галфінгів. Їхні священики наділені силою роздоріжжя — це сила при використанні якої, зіштовхуєшся з вибором двох речей. І вони можуть зробити правильний вибір (правильний для Тхепхері).

## Розробка, видавання і відгуки

### Розробка
Влітку 1997 року під час читання Лі задумався: «Чи у цьому світі не може биту інших створінь відмінних від людських? Що таке людська особистість?» Він почав думати про світ, де люди і ті, хто не є людьми мають пов'язане життя між собою. 3 жовтня Лі виклав перший розділ роману «Дракон Раджа» на форум, на який він часто заходив, щоб почитати робити інших людей. Скоро його роман почав збирати тисячі читачів, які кожного дня чекали на новий розділ книги. Лі зазвичай викладав розділи далеко за північ, частково через те, що він хотів уникнути нестабільності при великому трафіку, який потрібен для завантаження його щоденної частини книги, яка в середньому складала 25 сторінок. Фанати, що чекали на нові розділи, почали себе називати зомбі, а Лі — Некромантом, що будив фанатів кожної ночі від їхнього сну для того, щоб перевірити чи Лі виклав вже щось.

### Видавання
Швидкість написання роману заманювала видавців. Через місяць після серіалізації роману «Дракон Раджа» декілька видавців зв'язалися з Лі. Через чотири місяці після викладання першого розділу, Лі вперше поїхав до Сеулу для своєї першої видавничої угоди з Golden Bough.

### Відгуки
Зараз Лі Йондо працює над, тим щоб надрукувати свої робити в США. Зараз вони обговорюють про видання трьох книг серії «Дракон Раджа», про інші поки невідомо. Американська компанія каже, що вони планують зробити прямий переклад з корейської на англійську. Багато корейських фанатів були зворушені цією новиною. Вони чекають на результат останньої їхньої зустрічі.
«Дракон Раджа» була надрукована у Китаї, Тайвані та Японії, де отримала шалений успіх.

## Пристосування

### Dragon Raja Online
Світ серії «Дракон Раджа» та його головні герої були використані як основа для ММОРПГ, Dragon Raja Online або DRO. Розробка гри почалася в 1998 році з інвестиціями Samsung Electronics, і був випущений в 2000 році в Південній Кореї, а пізніше в 10 країнах, включаючи Тайвань і Китай, в якому гра мала назву «龍族».
Там роман був опублікований в ту ж назву і продавався разом з грою. Корейський сервіс гри DRO був закритий у 2011 році. Англійська версія гри, однак, може бути доступна тут і глобальна служба залишилася в онлайні.

### Dragon Raja Mobile
У 2004 році мобільна RPG «Dragon Raja Mobile» або DRM була випущена через службу мобільних ігор KTF. Сюжет гри розвивається протягом 15 годин в середньому, що засновані на перших розділах роману.

### Ілюстрований роман
Японські версії романів «Дракон Раджа» і «Future Walker» були ілюстровані Eiji Kaneda, який відомий своєю роботою до аніме серії «Genesis of Aquarion».

### Комікс
Книга «Дракон Раджа» була джерелом натхнення для серій коміксів під цією ж назвою, написаних Сон Бон-Гю.  

### Радіо
«Дракон Раджа» була пристосована для програми «Fantasy Express» на KBS Radio 2 та загалом вийшло 83 серії у 2001 році.